# 松尾羊一
松尾 羊一（まつお よういち、1930年〈昭和5年〉 - 2024年〈令和6年〉2月22日）は、東京都出身の放送評論家。本名は吉村育夫。

## 人物
- 早稲田大学を卒業後、文化放送に入社後、社会教養番組のディレクターとして活躍。「スリ山に育つ子ら」「ある捜索願い」（日本民間放送連盟賞優秀賞）「この十年の記録」（日本民間放送連盟賞最優秀賞）を手掛けた。
- 退社後は放送評論家だけでなく、雑誌のコラムを執筆している。テレビ雑誌「ザテレビジョン」の「ザテレビジョンドラマアカデミー賞」審査員を務めている。
- 2015年、第52回ギャラクシー賞 志賀信夫賞を受賞[1]。
- 2024年2月22日、大腸癌のため死去[2]。94歳没。

## 役職
- 目白女子短期大学非常勤講師
- 民間放送教育協会企画委員
- 文化放送番組審議委員
- 放送番組センター理事
- 放送人の会幹事

## 著書
- 『テレビ徒然草』日本放送出版協会、1984年8月20日。NDLJP:12276009。
- 『テレビは何をしてきたか : ブラウン管の中の戦後風俗史』中央経済社、1987年3月20日。NDLJP:12276070。
- 『テレビドラマのなかの家族 ブックレット生きる9』（アドバンテージサーバー、1993年）
- 『テレビ遊歩道(1)、(2)』（メトロポロタン、2001年）
- 『テレビドラマを「読む」 映像の中の日本人論』（メトロポリタン、2002年）